# سولمزية ذهبية الأوراق
سولمزية ذهبية الأوراق (الاسم العلمي:Solmsia chrysophylla) هي نوع من النباتات تتبع جنس السولمزية من الفصيلة المثنانية.